# Лена Валенти
Лорена Кабо (на испански: Lorena Cabo) е испанска поетеса и писателка, авторка на произведения в жанровете любовен роман, фентъзи и еротичен любовен роман. Пише под псевдонима Лена Валенти (на испански: Lena Valenti).

## Биография и творчество
Лорена Кабо Морено е родена на 1 ноември 1979 г. в Бадалона, Каталония, Испания. От малка е запалена читателка на романтична литература и обича да рисува.
След гимназията посещава курс по творческо писане и редактиране в писателската школа „Ateneu“ в Барселона. Работи няколко години като ръководител на отдела за връзки с обществеността на издателство „Каза дел Либро“, специализирано в романтичната литература, а също и по създаването на уебсайт.
През 2008 г. е издадена първата ѝ стихосбирка на каталунски „Quan va parlar el Buda“.
Първият ѝ роман „Книгата на Хаде“ от любовната фентъзи поредица „Ванирска сага“ е издаден през 2009 г. под псевдонима Лена Валенти. Тя е базирана на скандинавската митология. В сагата се сблъскват суровият ванир Калеб, безсмъртно същество, създадено от скандинавските богове за защита на хората, и скромната Ейлийн Ернепо, току-що завършила педагогика и решила да отиде на работа в Лондон. Той има за задача да се изправи срещу мистериозната организация, която отвлича и убива ванирите, а нейният баща Микаил е учен, който прави експерименти с телата на ванирите. Заедно те ще се потопят в свят на митология, магия, кланове, кръв и секс. Романът става бестселър и я прави известен известна.
През 2012 г. с романа „La Doma“ започва друга нейна еротична поредица от трилъри „Амос и подземията“. Клео и Лесли Конъли, брат и сестра, стават служители на закона – той като патрулиращ полицай, а тя като служител на ФБР. Когато Лесли изчезва, Клео е привлечен в разледването и трябва да се потопи в подземния свят, където властва жестокостта и БДСМ секса.

## Произведения

### Поезия
- Quan va parlar el Buda (2008)

### Самостоятелни романи
- Panteras (2014)
- V de Valkyria (2017)

### Серия „Ванирска сага“ (Vanir)
1. El libro de Jade (2009)
Книгата на Хаде, изд.: ИК „Бард“, София (2012), прев. Виктория Недева
2. El libro de la Sacerdotisa (2010)
3. El libro de la Elegida (2011)
4. El libro de Gabriel (2011)
5. El libro de Miya (2012)
6. El Libro de la Alquimista (2012)
7. El libro de Ardan (2013)
8. El libro de Noah (2013)
9. El libro de los Bardos (2014)
10. El libro del Ragnarök. Parte I (2016)
11. El libro del Ragnarök. Parte II (2016)

### Серия „Диванът на Бека“ (El diván de Becca)
1. El Diván De Becca (2015)
2. El Desafío De Becca (2015)
3. La Decisión De Becca (2015)

### Серия „Амос и подземията“ (Amos y Mazmorras)
1. La Doma (2012)
2. El Torneo (2012)
3. La Misión (2013)
4. El Hechizo (2013)
5. Sumisión (2014)
6. Entrega (2014)
7. Reina de las Arañas I (2015)
8. Reina de las Arañas II (2015)
9. Palabra de Calavera I (2018)
10. Palabra de Calavera II (2018)
11. Besos de Calavera I (2018)
12. Besos de Calavera II (2018)
13. Venganza de Calavera I (2019)
14. Venganza de Calavera II (2019)

### Серия „До мозъка на костите“ (Hasta los huesos)
1. Desafíame (Hasta los Huesos) (2015)
2. Huesos y cenizas (2016)
3. Fuego en los huesos (2017)
4. La tumba en llamas (Mayo 2017)
5. El despertar del Fénix (Junio 2017)

### Серия „Сананда“ (Sananda)
1. Sananda I (2015)
2. Sananda II (2016)
3. Sananda III (2016)

### Серия „И какво бихте направили ...?“ (¿Y tú qué harías...?)
1. ¿Y tú que harías si...? (2015)
2. ¿Y tú que harías por...? (2015)

### Серия „Сирени“ (Sirens)
1. Solo el amor forja la leyenda (2017)
2. No hay piel que huya de un demonio enamorado (2018)
3. Las lágrimas muestran verdades, aunque sean negras